# Albert Maucher
Albert Maucher (* 22. Dezember 1907 in Freiberg, Sachsen; † 1. April 1981 in Krailling bei München) war ein deutscher Geologe und Stifter des Albert Maucher-Preises.

## Leben
Albert Maucher kam 1907 als Sohn des Mineralogen Wilhelm Maucher in Freiberg/Sachsen zur Welt. Seine Schulzeit verbrachte er mit seinen drei Geschwistern in München. Nach dem Abitur und einem anschließenden Praktikum als Hüttenarbeiter studierte Albert Maucher ab 1926 Metallhüttenkunde an der TH Aachen, das er 1930 als Diplomingenieur abschloss. 1932 promovierte Maucher am Mineralogisch-geologischen Institut der TH München, an der er bis 1934 als Volontärassistent tätig war.
Nach einer Ausbildung in Spektralanalyse an der Universität Göttingen folgte eine Assistentenzeit am Institut für Lagerstättenforschung und Rohstoffkunde der TH Berlin. Nach seiner Habilitation 1936 wurde Maucher Leiter der Mineralogisch-petrographischen Abteilung des „Maden Tetkik ve Arama Enstitüsü“ (Institut für Lagerstättenforschung) in Ankara/Türkei. 1937 kehrte er als Assistent an das Mineralogisch-petrographische Institut der Universität Göttingen zurück, an der er 1939 eine Dozentur erhielt. Von 1939 bis 1944 folgte der Kriegsdienst. Anschließend bis Kriegsende folgte eine Tätigkeit als außerplanmäßiger Professor in Straßburg, später in Straubing. Ab 1946 begann Maucher mit der Lehrtätigkeit an der Universität München. 1947 wurde er dort zum Professor und Vorstand des Instituts für Allgemeine und angewandte Geologie und Mineralogie ernannt. 1973 erfolgte seine Emeritierung.
1977 stiftete Albert Maucher den von der Deutschen Forschungsgemeinschaft vergebenen Albert Maucher-Preis für junge Geowissenschaftler, die hervorragende Forschungsergebnisse mit Mitteln der DFG erzielen konnten.
1945 heiratete er die Pianistin Nadina Ferreri. Albert Maucher verstarb am 1. April 1981 in Krailling bei München.
Mit Beginn des Studiums in Aachen trat er der katholischen Studentenverbindung K.D.St.V. Kaiserpfalz im CV bei und war dort bis zu seinem Tod Mitglied.

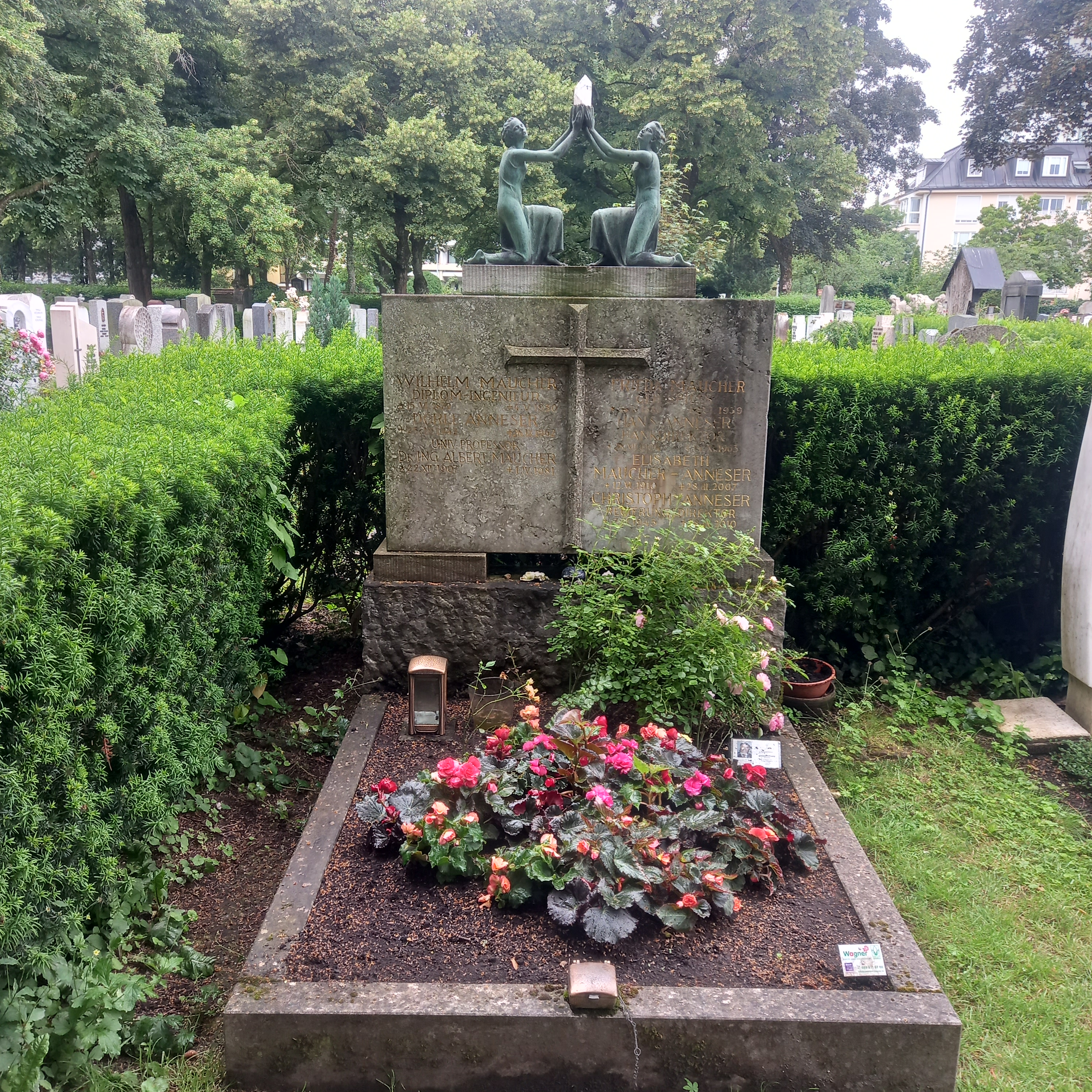
Das Grab von Albert Maucher im Familiengrab auf dem Friedhof Pasing in München

## Lebenswerk
Albert Maucher erhielt die ersten Anregungen zur Beschäftigung mit Mineralien bereits in frühester Kindheit durch seinen Vater. Arbeiten im Bayerischen Wald führten zum besonderen Interesse an schichtgebundenen Lagerstätten, deren Erforschung ein Schwerpunkt seiner Arbeiten blieb. Nach dem Zweiten Weltkrieg folgten erneute lagerstättenkundliche Untersuchungen, besonders im nordostbayerischen Raum. Studien im Rahmen einer Monographie über deutsche Blei-Zink-Lagerstätten in den Alpen wiesen gleichfalls auf die Schichtgebundenheit derartiger Erzvorkommen hin. Die Diskussion seiner Ergebnisse brachte Maucher internationale Anerkennung. Seine Resultate bewirkten auch ein Umdenken bei der genetischen Deutung anderer Lagerstättentypen. Hierher gehört vor allem die Existenz schichtgebundener Vorkommen von Antimon und Quecksilber, gelegentlich auch von Wolfram. Gleichzeitig wurde eine gesetzmäßige Bindung bestimmter Lagerstättentypen bzw. Mineralienvorkommen an bestimmte Zeitabschnitte der Erdgeschichte postuliert. Die Probleme dieser „zeitgebundenen“ Lagerstätten wurden zu einem weiteren Schwerpunkt von Mauchers wissenschaftlichen Interessen, wobei weltweit beachtete Ergebnisse erzielt wurden, die auch zur Entdeckung der Wolframlagerstätte Felbertal/Österreich führten. Gemeinsam mit G. Rehwald und P. Ramdohr hat Maucher die „Bildkarte der Erzmikroskopie“ mit 600 Bildtafeln erstellt. Sie ist eine vielbenutzte Dokumentation der wichtigsten erzmikroskopischen Strukturen.
Albert Maucher hat zusammen mit seinen Schülern die Entwicklung der modernen Lagerstättenkunde richtungsweisend beeinflusst.

## Auszeichnungen
- Mitglied des Verwaltungsrats des Deutschen Museums (München) ab 1947.
- seit 1948 Mitglied der Bayerischen Akademie der Wissenschaften und ab 1977 Mitglied der Österreichischen Akademie der Wissenschaften.
- seit 1955 an der Seite von Hermann von Siemens geschäftsführender Vizepräsident der Fraunhofer-Gesellschaft.

## Werke
- Die Entstehung der Kieslagerstätte von Bodenmais. Dissertation, München 1932
- Bildungsgeschichte der Kieslagerstätte im Silberberg bei Bodenmais. in: Abhh. d. Bayer. Oberbergamtes 11, 1933, S. 1–36 (mit F. Hegemann)
- Entstehung der Kieslagerstätte in Lam im Bayer. Wald. in: Chemie der Erde 9, 1934, S. 173–99
- Entstehung der Passauer Graphitlagerstätten. ebd. 10, 1935, S. 539–65
- Kieslagerstätte der Grube „Bayerland“ bei Waldsassen (Oberpfalz). in: Zeitschrift für angewandte Mineralogie 2, 1939, S. 219–75
- Zur alpinen Metallgenese in den bayer. Kalkalpen zwischen Loisach und Salzach. in: Tschermaks mineralog.-petrogr. Mitt. 4, 1954, S. 454–63
- Erzmikroskopische Untersuchungen an Blei-Zink-Lagerstätten im Raume von Trento. in: Mitteilung der geologischen Gesellschaft, Wien 1955, S. 139–54.
- Über das Gespräch. Carl Friedrich von Siemens Stiftung, München 1961
- Bildkartei der Erzmikroskopie. Umschau Verlag, Frankfurt a. M. 1961 (Bildkartei der Erzmikroskopie / Lfg. 1 ff. (1961 ff.)) (mit G. Rehwald)